# Ochthebius extremus
Ochthebius extremus är en skalbaggsart som först beskrevs av Louis Albert Péringuey 1892.  Ochthebius extremus ingår i släktet Ochthebius och familjen vattenbrynsbaggar. Inga underarter finns listade i Catalogue of Life.